# Kalamarko Kraković
Kalamarko Kraković (eng. Squidward J. Q. Tentacles) jedan je od glavnih likova iz američke animirane serije Spužva Bob Skockani. Kalamarko živi u moaiju između Spužva Boba i Patrika. On radi u Rakovoj poslastici kao blagajnik, ali mrzi svoj posao. Voli slikati i svirati klarinet. Kalamarko ima najviše pojavljivanja nakon Spužva Boba.

## Izgled
Kalamarko je hobotnica tirkizne boje, osim donjih strana njegovih krakova koji su ljubičasti. Kalamarko ukupno ima šest krakova, dvije ruke i četiri noge. Kalamarko ima velike žute oči crvenih zjenica i vrlo dug nos. Njegova je glava vrlo velika i ima pjege po sebi, čime se naglašava Kalamarkova ćelavost. Ipak, u jednoj je epizodi otkriveno da je jednom davno imao dugu plavu kosu. Kalamarko također ima široka usta, a jedan dio njih obično prekriva njegov nos. Što se tiče odjeće, on obično nosi smeđu majicu kratkih rukava. Ne nosi hlače.
Kalamarkova se boja ponekad mijenja. Dok je u starijim epizodama Kalamarkova koža nešto tamnija, u novijim je svjetlija i plavija nego zelena. U novim epizodama također ima veće čelo. U epizodi Samo jedan griz lice mu se vidjelo izbliza.
I njegova odjeća se mijenja. Dok uglavnom nosi smeđu majicu, ponekad nosi i otmjeniju odjeću za neke prilike. Ponekad ga se može vidjeti kako nosi spavaćicu, koju zove »noćna košulja«. U epizodi Lunina raketa iz prve sezone njegova spavaćica bila je ljubičasta s cvjetićima koji su imali žuti tučak i crvene latice. Druga verzija pojavljuje se u epizodama kao Zaposlenik mjeseca. Ta spavaćica je ljubičasta i ima četiri dugmeta. Treća verzija se verzija pak pojavljuje u epizodi Sentimentalna spužva; ta je spavaćica bila ružičasta s kapicom na glavi iste boje. U epizodi Povratak Čovjeka Raže sa sobom je na odmor nosio kovčeg pun gaća, hlača i majica. Tu je bio i steznik za pravilno držanje kojeg je Patrik zamijenio za grudnjak. U epizodi Ploča vidjelo se da na svojoj desnoj ruci ima tetovažu crvenog cvijeta.

## Obitelj

### Roditelji, bake i djedovi
Kalamarkovi su roditelji gospodin i gospođa Kraković. Gospođa Kraković pojavljuje se u epizodi Rakov toranj i epizodi Prvi april. Kalamarkov otac gospodin Kraković ne pojavljuje se u seriji, ali se pojavljuje u stripovima.
Od bake i djedova, jedini poznati član je baka Kraković koja se pojavila u jednoj epizodi.

### Braća, sestre, rođaci
Kalamarko nema sestru ni brata. Ima jednog rođaka koji se pojavio nakratko u epizodi Stanko S. Skockani.

### Predci
Kalamarko je imao nekoliko predaka, među njima je Tiranosaur koji liči na Kalamarka. On se pjavljuje u filmu Spužva Bob Skockani: Spužva na suhom i u jednoj videoigri. Isto tako postoji prapovijesna hobotnica Squog koja se pojavila u epizodi Ugh. Od poznatih predaka tu je Karamilko Kraković koji je bio dvorska luda iz srednjeg vijeka.
U epizodi Junak Zapada spominje se njegov predak s Divljeg zapada – Kraković iz tog doba, koji je živio u Jednookoj jaruzi (tako se tad zvala Bikini dolina). On je bio konobar u Rakovoj kantini. Bio je manje arogantan, sebičan, egocentričan, lijen, grub, nepristojan, pesimističan, nestrpljiv nego njegov potomak Kalamarko.

## Osobnost
Kalamarko je arogantan, sebičan, egocentričan, lijen, grub, nepristojan, pesimističan, nestrpljiv i vrlo se lako iznervira. On je pesimist te gleda svijet s negativne strane i rijetko se može vidjeti da se on nasmije (osim ako nije u pitanju ismijavanje Spužva Boba). On mrzi svoj posao blagajnika u Rakovoj poslastici, ne trudi se raditi ga dobro i ne podnosi svoje kolege (pogotovo Spužva Boba). Međutim, iako mrzi svoj posao te ga g. Klještić loše tretira, Kalamarko se često ne trudi naći bolji posao, jer obično ne uspijeva, ili nakratko uspije pa to ne završi dobro (kao u epizodi Prijateljski paprikaš). Često se može vidjeti da se on jako brine oko svog posla i učinit će sve da ne bude otpušten, dok se ponekad i ne brine oko toga. Kalamarko vjerojatno ne želi izgubiti plaću koju dobiva, koliko god ona mala bila, a to se vidi u epizodama kao što je Zbogom, Rakova poslastice, gdje je pomagao Spužva Bobu oko muzeja Rakove poslastice umjesto da traži novi posao.
Jedan od razloga zašto je Kalamarko uvijek bijesan, negativan i loše volje je to što svaki dan trpi Spužva Bobove i Patrikove gluposti, za koje je on često žrtva, zbog čega ih se on želi riješiti, a ponekad ide tako daleko da ih pokuša ubiti. Ipak, ponekad se vidi da Kalamarko ipak nije tako loš te da duboko u srcu voli Spužva Boba i brine o njemu. Oni se ponekad i udruže, kao u epizodi Klještić borg kad su mislili da je g. Klještić robot.

### Antagonizam
- U epizodi Zli morski susjedi je uništio prijateljstvo Spužva Boba i Patrika, nakon čega su se oni počeli natjecati za njegovu naklonost. Sudbina ga je sustigla kad su se njih dvojica opet zbližili i uništili njegovu kuću.

- U epizodi Dome slatki ananasu je bio sretan kad su oblići pojeli Spužva Bobov ananas i napravio si je tulum, slaveći njegov odlazak zauvijek. Kasnije je izbacio Spužva Boba i Slavka iz kuće van, na hladnu noć, te je veselo plesao dok je Spužva Bob odlazio.

- U epizodi Sudar kultura je htio voditi talent show u Rakovoj poslastici kako bi postao zvijezda i odbijao je Spužva Bobove ponude da sudjeluje.

- U epizodi Kalamarko neprijateljski duh je iskorištavao činjenicu da Spužva Bob i Patrik vjeruju da je on duh, te ih je maltretirao i davao im nemoguće zadatke, kao da su robovi. Sudbina ga je stigla kad su ga Spužva Bob i Patrik pokušavali »smiriti«.

- U epizodi Zaposlenik mjeseca je varao kako bi osvojio nagradu za zaposlenika mjeseca.

- U epizodi Kad sam bio Slavko se obećao brinuti o Slavku ali to nije učinio pa je Slavko nekoliko dana gladovao.

- U epizodi Prvi april se iznervirao gledajući Spužva Boba kako zbija sitne šale pa mu je namjestio vrlo okrutnu šalu. Nakon toga su se svi kupci i građani okrenuli protiv njega.

- U epizodi Rakburger ludilo je, zajedno s g. Klještićem, ismijavao Spužva Bobovu ideju o lijepim rakburgerima.

- U epizodi Bakine puse ismijavao je Spužva Boba zajedno s ostalim kupcima jer je na čelu imao poljubac od svoje bake.

- U epizodi Pritisak ismijavao je Lunu tvrdeći da su morska stvorenja bolja od kopnenih.

- U epizodi Nepoznati umjetnik je ismijavao Spužva Boba jer je bio ljubomoran na njegov umjetnički talent. Kasnije je tvrdio kritičaru da je on napravio veliki kip, a ne Spužva Bob. Sudbina ga je stigla kad se kip razbio, a Spužva Bob nije mogao napraviti novi jer je pročitao sve Kalamarkove knjige te više nije bio maštovit i otvoren.[20]

- U epizodi Imaš ča sitnog? bio je jako grub prema g. Klještiću, koji je sumnjao da mu je on ukrao njegovu prvu zarađenu lipu. Kad je dobio otkaz, smjestio se u Spužva Bobovu kuću i ubrzo ga pretvorio u svog slugu. Njegova zloba u toj epizodi dokazuje i činjenica da je to valjda jedini put u seriji da se Spužva Bob ljuti na njega (osim u epizodi Dah novog Kalamarka).

- U epizodi Izgubljeni madrac je, kao prvo odbio, trošiti svoj novac na poboljšavanje tuđeg života (u ovom slučaju se radilo o g. Klještiću). Nakon toga je htio dobiti zasluge za Spužva Bobov i Patrikov dar, ali ga je sustigla sudbina kad je Klještić pao u komu. Njemu je zaprijetio odlazak u zatvor ako Kliještić umre. On je čak i prijetio Spužva Bobu smrću. Kasnije je također poslao Spužva Boba i Patrika u opasnost da ih pojede veliki crv.

- U epizodi Hvataljka prvo je bio ovisan o hvataljci, a kad je pobijedio, počeo je svih ismijavati i, upravljajući dizalicom, uništio šoping centar i nekoliko brodova.

- U epizodi Smješkani lagao je Spužva Bobu da se neće moći više smijati samo zato što mu je svojim konstantnim smijanjem išao na živce.

- U epizodi Igra imena ukrao je tuđu osobnu iskaznicu i prešao ulicu dok je bilo crveno svjetlo, zbog čega je dobio 10 godina zatvora.

- U epizodi Što se dogodilo Spužva Bobu?, ne samo da je nakratko bio bijesan na Spužva Boba, već je stvarno i želio da se on nikad ne vrati. Uništio je Luninu napravu za traženje spužvi golemim čekićem samo kako se Spužva Bob ne bi mogao vratiti u Bikini dolinu. Također, jedini razlog zbog kojeg se složio da ode tražiti Spužva Boba jest zato što mu je Klještić obećao posebno ukrasno jaje ako to učini.

- U epizodi Vakuumska simfonija bacio je Spužva Boba i Patrika kroz prozor, zbog čega se Patriku slomila stražnjica.

- U epizodi Špranj lagao je Spužva Bobu da će ga Klještić otpustiti s posla ako ima trn samo kako bi se on uznemirio. Također, iza leđa je šaptao Kliještiću za trn.

- U epizodi Skockani ili ne loše je utjecao na Spužva Boba i poučavao ga je lošim stvarima kao ljenčarenje i ismijavanje kupaca.

- U epizodi Profesor Kalamarko lagao je da je on Kalamirko Fensijević kako bi dobio posao na elitnoj glazbenoj akademiji. Kroz cijelu epizodu se pretvarao da je on Kalamirko, ali kad se pojavio pravi Kalamirko, policija je uhapsila Kalamarka.

- U epizodi Spužva Bob naivac koristio je činjenicu da je Spužva Bob šef kako bi uveo kaos u restoran i mogao se odmoriti, zbog čega je restoran postao prljav, kupci uplašeni a jedan od njih je bio postavljen za roštilj-kuhara.